# ۳۷۴ (پیش از میلاد)
۳۷۴ (پیش از میلاد) ۳۷۴مین سال قبل از تقویم میلادی است.